# Saint-Julien-en-Genevois
Pour les articles homonymes, voir Saint-Julien.
Saint-Julien-en-Genevois est une commune française située dans le département de la Haute-Savoie, en région Auvergne-Rhône-Alpes. Elle fait partie de l'agglomération transfrontalière du Grand Genève.

## Géographie

Représentations cartographiques de la commune
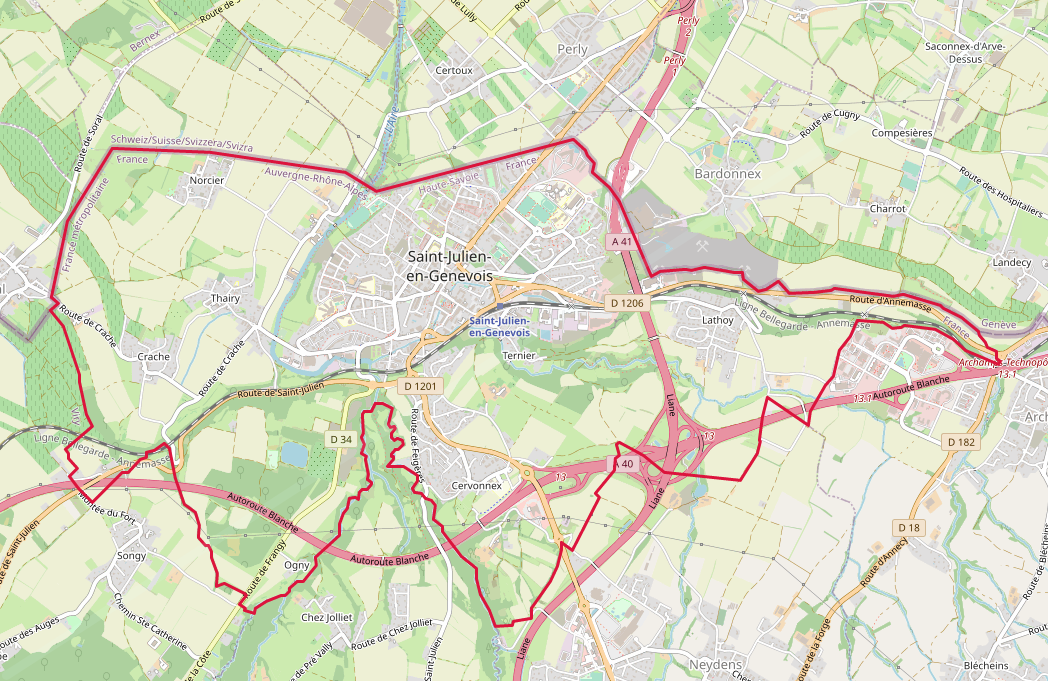
Carte OpenStreetMap.
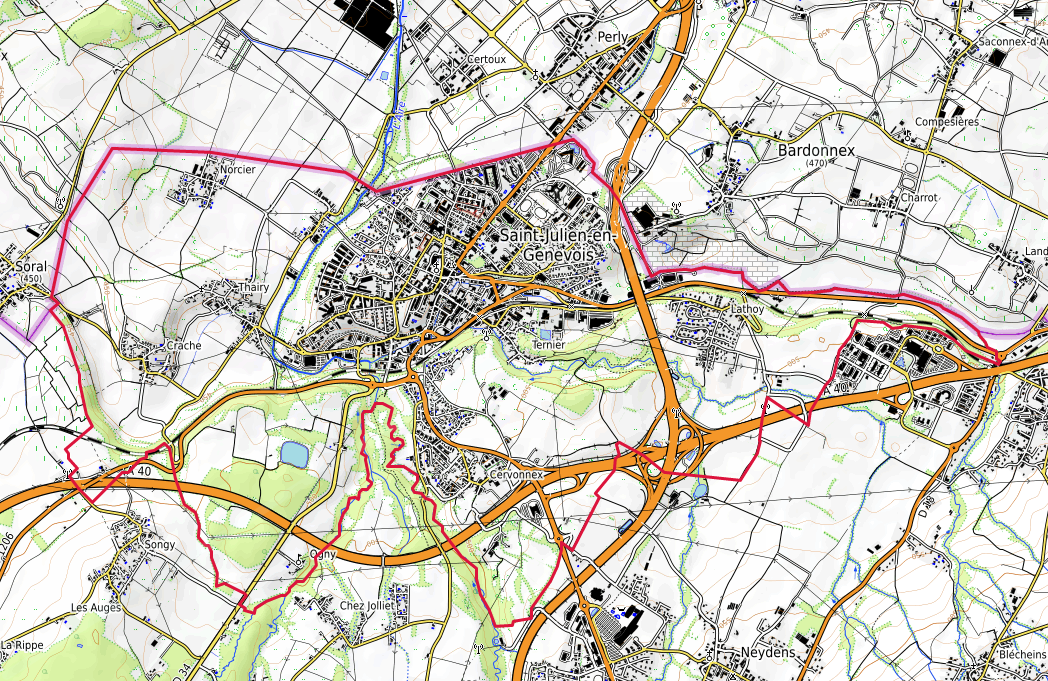
Carte topographique.

### Localisation
Elle est située dans la partie haute du Genevois appelée aussi Genevois français, région délimitée au nord par la frontière avec la Suisse (canton de Genève), à l'est par le Salève (point culminant : Le Grand Piton avec 1 358 m), au sud le mont Sion et à l'ouest le Vuache (point culminant à 1 100 m).
La commune de Saint-Julien-en-Genevois est composée du chef-lieu (lui-même divisé en une douzaine de quartiers), de plusieurs hameaux (Thairy, Norcier, Crâche et Thérens à l'ouest (issus de l'ex-commune de Thairy), Cervonnex au sud et Lathoy à l'est) et de quelques lieux-dits répartis autour du centre.
Saint-Julien-en-Genevois est situé à 10 km de Genève, 15 km d'Annemasse, 35 km d'Annecy, 47 km de Thonon-les-Bains, 74 km de Lausanne, 82 km de Chambéry, 90 km de Chamonix-Mont-Blanc, 135 km de Grenoble, 140 km de Lyon, 286 km de Turin et 530 km de Paris.
Saint-Julien-en-Genevois est une des trois sous-préfectures de la Haute-Savoie.

### Communes limitrophes
Les communes limitrophes sont Viry, Feigères, Neydens, Archamps, Bardonnex, Perly-Certoux et Soral.

### Hydrographie
La ville est traversée par le Ternier, l'Arande et l'Aire, un affluent de l'Arve qui rejoint cette dernière à Genève.

### Climat
La commune dispose d'une station climatique située à une altitude de 460 mètres. Celle-ci collecte des informations sur une superficie d’environ 1 500 hectares. Le climat y est de type montagnard en raison de la présence du massif alpin.
| Ville                 | Ensoleillement | Pluie       | Neige    | Orage    | Brouillard |
| --------------------- | -------------- | ----------- | -------- | -------- | ---------- |
| Paris                 | 1 797 h/an     | 642 mm/an   | 15 j/an  | 19 j/an  | 13 j/an    |
| Nice                  | 2 694 h/an     | 767 mm/an   | 1 j/an   | 31 j/an  | 1 j/an     |
| Strasbourg            | 1 637 h/an     | 610 mm/an   | 30 j/an  | 29 j/an  | 65 j/an    |
| St-Julien-en-Genevois | 1 845 h/an     | 1 393 mm/an | ... j/an | ... j/an | ... j/an   |
| Moyenne nationale     | 1 973 h/an     | 770 mm/an   | 14 j/an  | 22 j/an  | 40 j/an    |

Voici un aperçu dans le tableau ci-dessous pour l'année 2019 :
| Mois                                          | J  | F  | M   | A  | M  | J   | J  | A   | S  | O   | N   | D   | Année |
| --------------------------------------------- | -- | -- | --- | -- | -- | --- | -- | --- | -- | --- | --- | --- | ----- |
| Températures moyenne (sous abri, normales) °C | 2  | 7  | 8   | 10 | 12 | 20  | 21 | 20  | 16 | 13  | 5   | 4   | 11.5  |
| Précipitations (totales sur le mois, en mm)   | 82 | 51 | 101 | 74 | 72 | 119 | 98 | 102 | 74 | 139 | 223 | 258 | 116   |
| Source: historique-meteo.net                  |    |    |     |    |    |     |    |     |    |     |     |     |       |

## Urbanisme

### Typologie
Au 1er janvier 2024, Saint-Julien-en-Genevois est catégorisée grand centre urbain, selon la nouvelle grille communale de densité à sept niveaux définie par l'Insee en 2022.
Elle appartient à l'unité urbaine de Genève (SUI)-Annemasse (partie française), une agglomération internationale regroupant 34  communes, dont elle est une commune de la banlieue,,. Par ailleurs la commune fait partie de l'aire d'attraction de Genève - Annemasse (partie française), dont elle est une commune de la couronne,. Cette aire, qui regroupe 158 communes, est catégorisée dans les aires de 700 000 habitants ou plus (hors Paris),.

### Occupation des sols
L'occupation des sols de la commune, telle qu'elle ressort de la base de données européenne d’occupation biophysique des sols Corine Land Cover (CLC), est marquée par l'importance des territoires agricoles (54,2 % en 2018), en diminution par rapport à 1990 (60,4 %). La répartition détaillée en 2018 est la suivante : 
zones urbanisées (31,8 %), terres arables (31,8 %), zones agricoles hétérogènes (14,7 %), zones industrielles ou commerciales et réseaux de communication (10,1 %), prairies (5,6 %), forêts (3,7 %), cultures permanentes (2 %), mines, décharges et chantiers (0,1 %).
L'IGN met par ailleurs à disposition un outil en ligne permettant de comparer l’évolution dans le temps de l’occupation des sols de la commune (ou de territoires à des échelles différentes). Plusieurs époques sont accessibles sous forme de cartes ou photos aériennes : la carte de Cassini (XVIIIe siècle), la carte d'état-major (1820-1866) et la période actuelle (1950 à aujourd'hui).

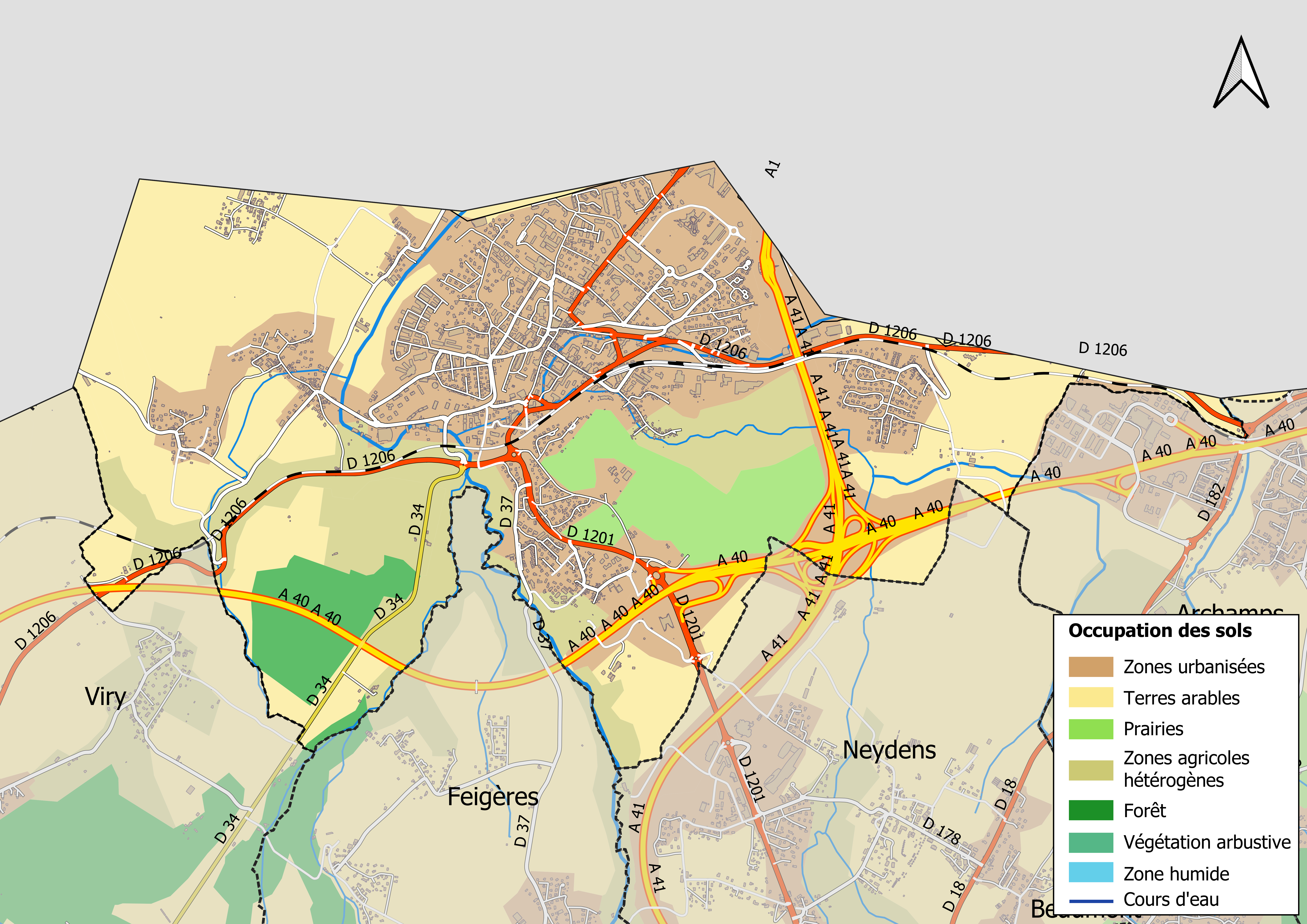
Carte des infrastructures et de l'occupation des sols en 2018 (CLC) de la commune.
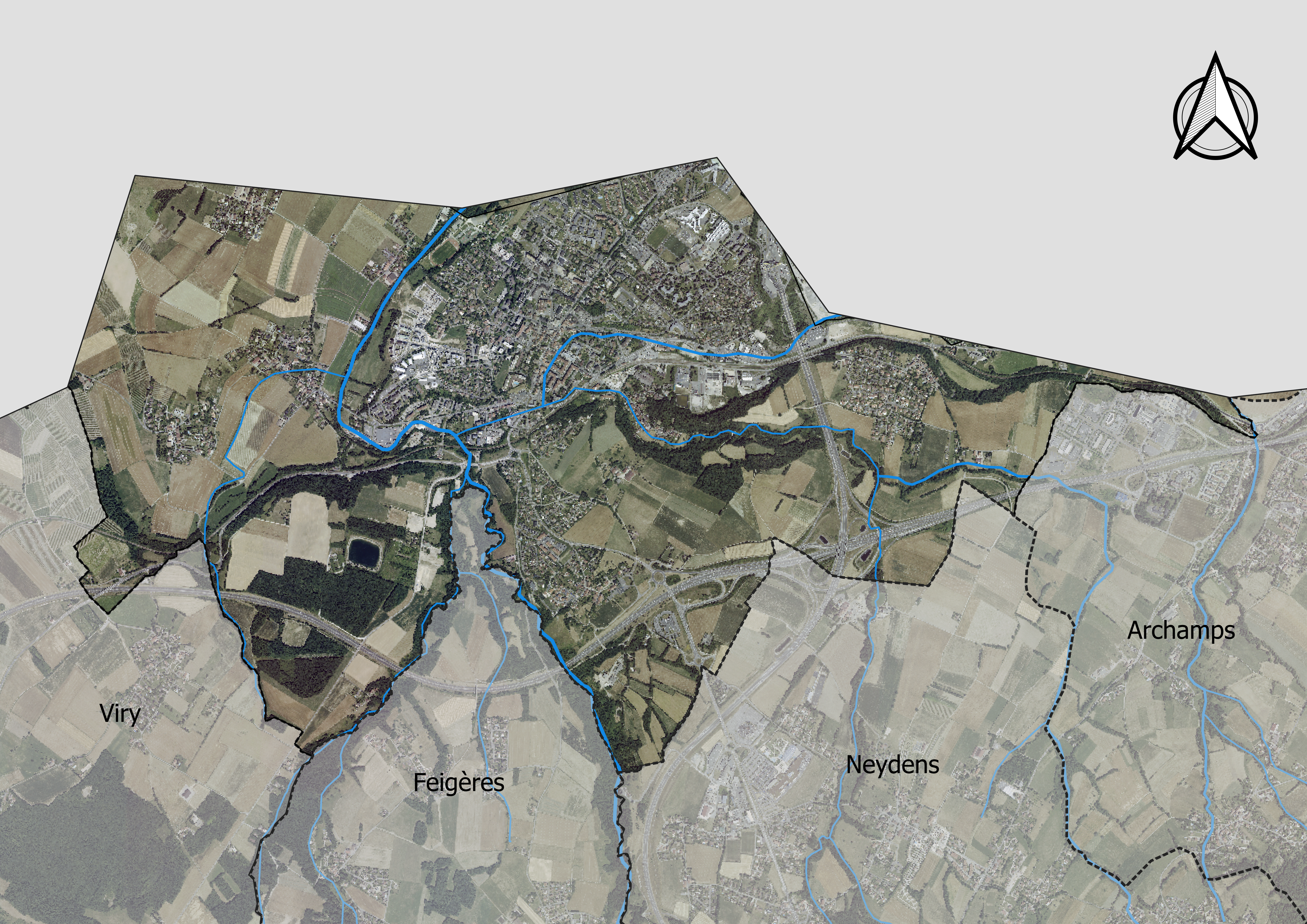
Carte orthophotogrammétrique de la commune.

### Morphologie urbaine
La commune compte de nombreux hameaux en raison notamment de la fusion des communes de Thairy et Saint-Julien-en-Genevois opérée en 1965 : « Le 16 février 1965, d'un commun accord, Thairy et Saint-Julien, dont les caractéristiques sont d'être zoniennes et proches du canton de Genève, ont décidé d'unir leur destin pour répondre avec plus d'efficacité et d'harmonie à l'expansion de l'agglomération. Désormais, la fusion est totale ; Saint-Julien accueille avec joie sa sœur voisine et Thairy riche de son passé avec ses hameaux (Crache, Norcier, Therens) apporte un nouveau fleuron à la capitale du Genevois ».
Au sein de la commune, on trouve le hameau de Crache, situé entre Thairy en France et Soral en Suisse, à une altitude de 465 m. Les habitants de Crache sont appelés des Crachois. Le hameau est entouré de champs et de vignes. Crache abrite une réserve d'eau très importante, alimentant en priorité Genève.
Au sud-ouest du centre, on trouve le quartier prioritaire « Saint Georges - Route de Thairy » qui compte 1 857 habitants en 2020.

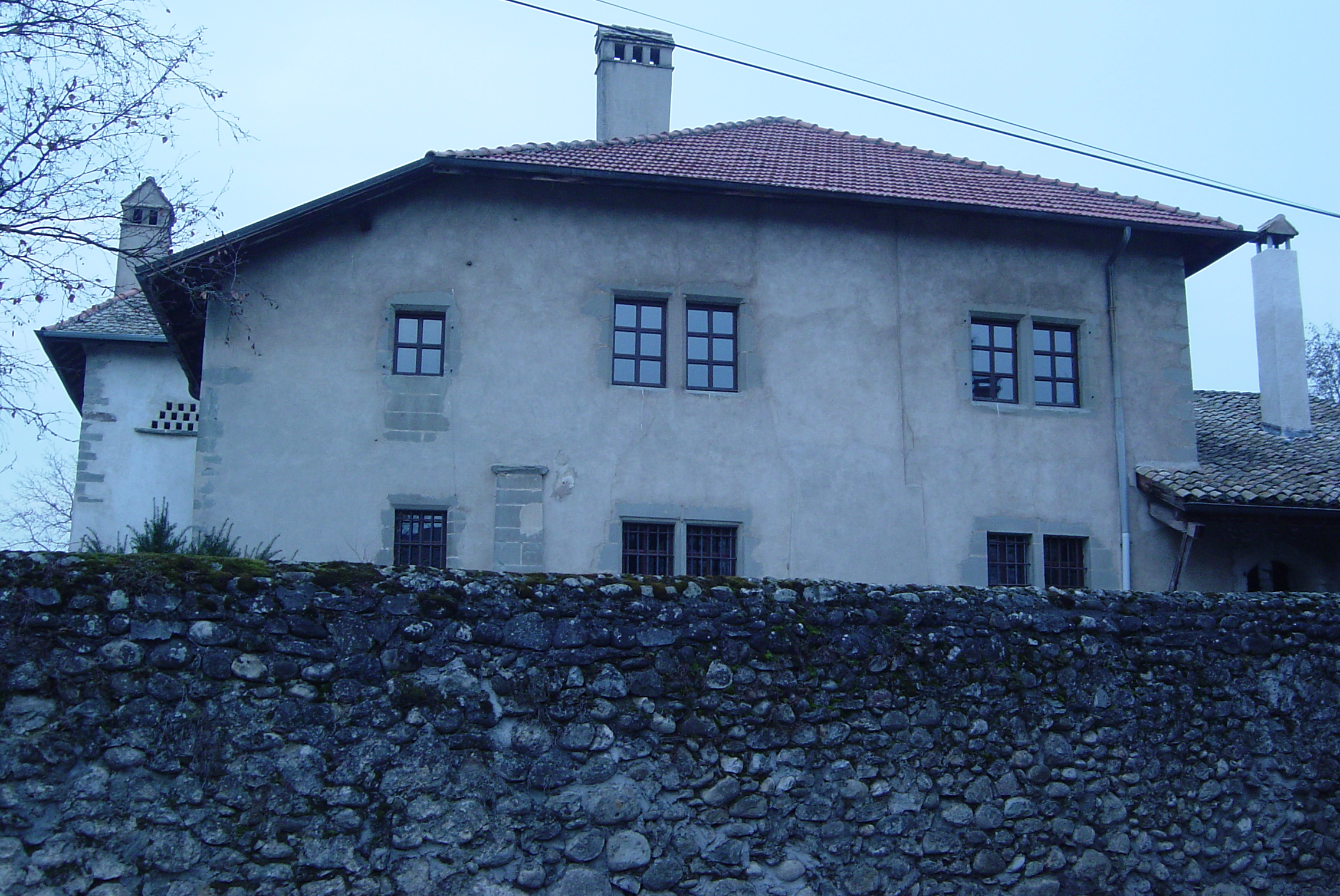
Le « château » de Crache, vu depuis la route de Crache.
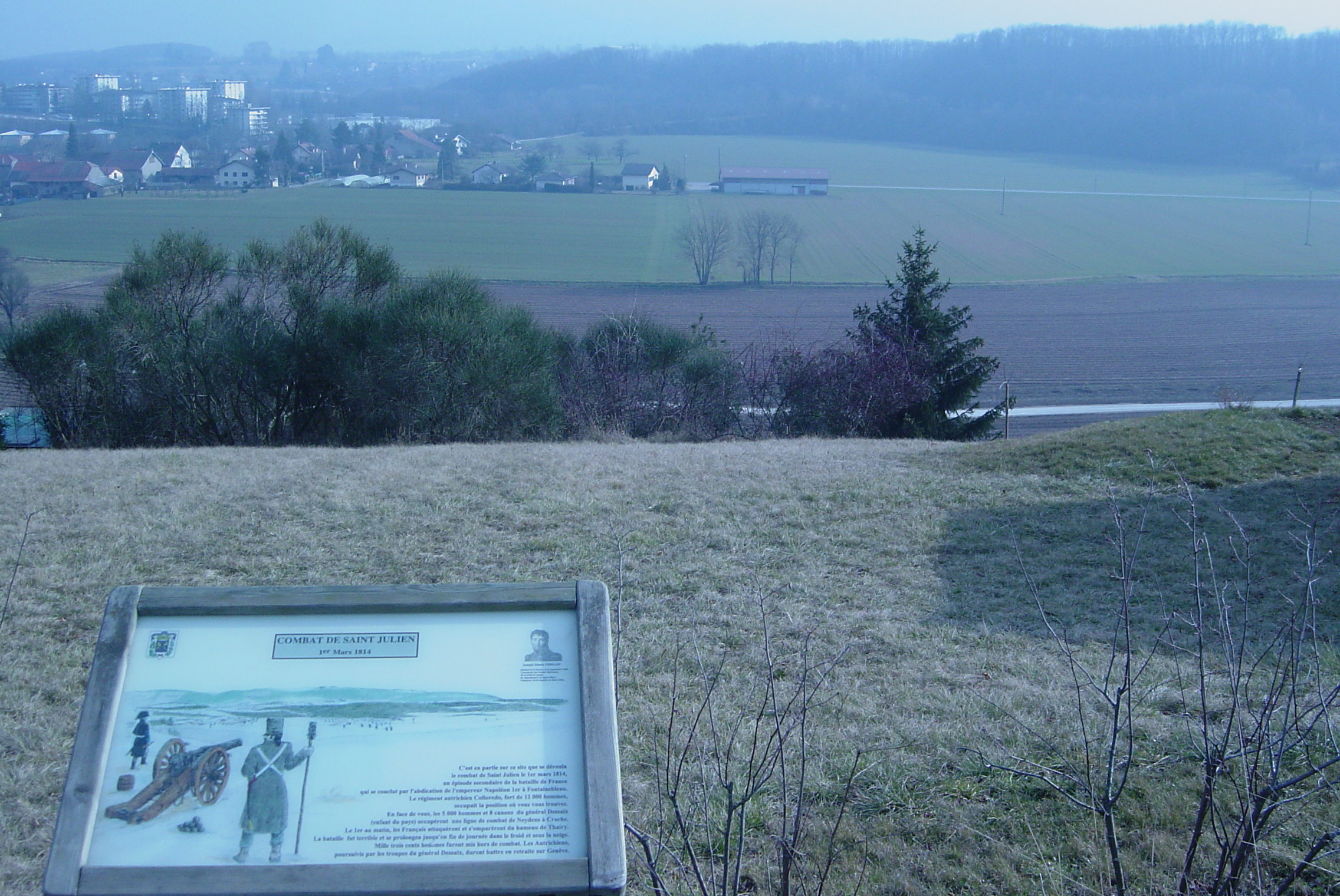
Vue sur le terrain de combat entre Thairy et Crache.

Saint-Julien compte également les hameaux de Lathoy et de Cervonnex sur son territoire.

### Logement
Frontalière avec la Suisse, la commune est surtout une commune résidentielle pour des milliers de frontaliers. Près de deux tiers de ses actifs travaillent en Suisse.

### Projets d'aménagements
À l'horizon 2024, le prolongement de la ligne 15 du tramway de Genève jusqu'à la gare de Saint-Julien verra le jour.

### Voies de communication et transports

#### Voies routières principales
La commune est traversée par deux routes départementales : la D 1201 reliant Genève à Annecy et la D 1206 reliant Annemasse à Bourg-en-Bresse.
Il y a également à l'extrémité sud de la commune, un important échangeur autoroutier au niveau de la D 1201 (Saint-Julien-en-Genevois) des autoroutes A40, autoroute blanche, reliant Mâcon à Saint-Gervais-les-Bains, sortie 13 (société ATMB) et A41, autoroute dite Liane, reliant Grenoble à Genève, sortie 20 (société AREA).

#### Transport ferroviaire
La gare de Saint-Julien-en-Genevois est desservie par des TER Auvergne-Rhône-Alpes, en provenance d'Évian-les-Bains ou de Saint-Gervais-les-Bains-Le Fayet, et à destination de Bellegarde, de Lyon-Part-Dieu ou de Lyon-Perrache.

#### Transports en commun
En plus de la desserte des trains, la commune est desservie par plusieurs réseaux de transports en commun.
Tout d'abord le réseau des Transports publics genevois (TPG), où la ligne de bus 80 relie la place Bel-Air à Genève à la gare de Saint-Julien-en-Genevois. De cet arrêt, il est possible de prendre deux autres lignes de bus des TPG, entièrement en territoire français : La ligne de bus M relie Beaumont à Collonges-sous-Salève en passant par la gare de Saint-Julien et le Vitam'Parc à Neydens et la ligne de bus N qui relie le lycée Madame de Staël à Saint-Julien-en-Genevois jusqu'au centre du  village de Vulbens.
La ligne 80 sera supprimée lorsque le prolongement de la ligne 15 du tramway de Genève jusqu'à la gare de Saint-Julien sera effectif,,.
Ensuite, il y a trois lignes de Cars Région Haute-Savoie qui desservent la commune : la ligne 272 reliant Genève à Annecy (fréquence de passage d'environ toutes les deux heures), soit en passant par Saint-Julien et Cruseilles (5 arrêts sur la commune), soit en express en passant l'autoroute A41 (4 arrêts sur la commune), la ligne Y11 reliant Saint-Julien à Annemasse et la ligne Y13 reliant Saint-Julien à Frangy.

#### Transports aériens
La commune de Saint-Julien-en-Genevois ne dispose d'aucun moyen et d'aucune structure de transport aérien, mais différents complexes en sont proches, tels que, l'aéroport international de Genève - Cointrin (10 km), l'aérodrome d'Annemasse (15 km) et l'aéroport d'Annecy - Haute-Savoie - Mont Blanc (31 km) ou encore l'héliport Skycam Helicopters à Archamps (5 km).

## Toponymie
Saint-Julien-en-Genevois est un toponyme mis en place par décret du 26 août 1893,,. Avant cette date, la commune porte le nom de Saint-Julien,,.
La ville tire son nom d'un martyr chrétien du IIIe siècle, saint Julien de Brioude, l'évangélisation du secteur étant attestée par la découverte d'une basilique funéraire au lieu-dit Saint-Martin dont les fouilles ont mis en évidence une occupation du Ve au VIIe siècle,. Il est associé au syntagme « -Genevois », la province historique de l'ancien duché de Savoie correspondant à l'ancien comté de Genève.
Le village de Saint-Julien est mentionné sous la forme Posterla, le chemin de la poterne très probablement, dans différents documents du XIIe siècle. La forme Saint-Julien apparaît en 1253 dans un acte entre seigneurs, ainsi qu'en 1283 et 1290. Durant le Moyen Âge, la paroisse porte le nom de Posteria - Saint-Julien.
En francoprovençal, le nom de la commune s'écrit San Zhlyin (graphie de Conflans) ou Sant-Jelien (ORB).

## Histoire

### Période antique
À Saint-Julien, des traces de l'époque des Burgondes ont été retrouvées.

### Périodes médiévale et moderne
L'histoire de Saint-Julien, qui a subi pendant des siècles les retombées des conflits entre Genève et le duché de Savoie du fait de sa situation géographique, reste dominée par la signature, le 21 juillet 1603, du traité de Saint-Julien, traité de paix signé par Charles-Emmanuel de Savoie qui reconnaît Genève comme république souveraine alliée aux cantons suisses et met fin aux guerres entre Genève et la Savoie.

### Période contemporaine

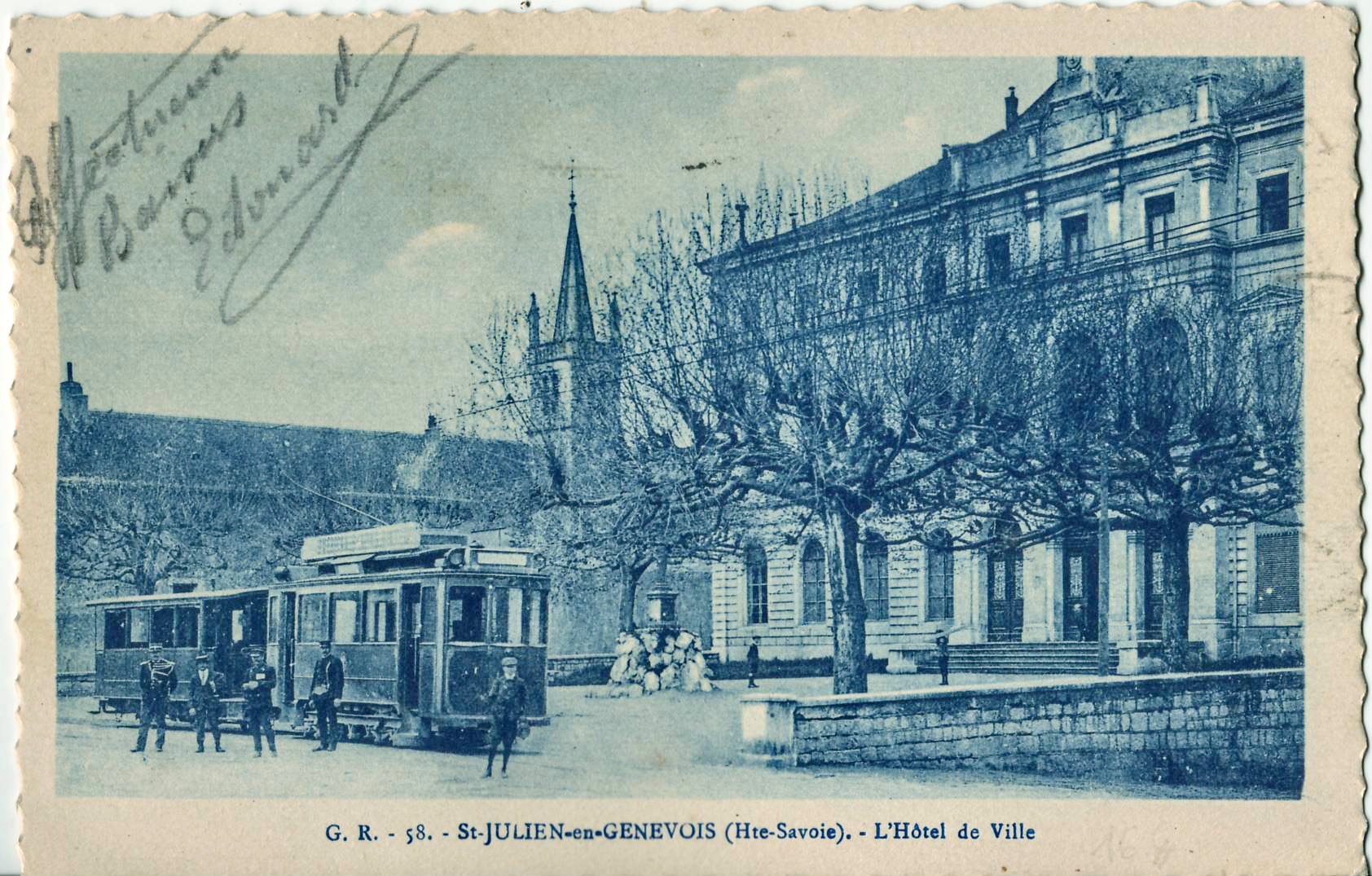
La ville a été raccordée au réseau des tramways genevois, dont on voit ici une rame stationnant devant l'hôtel de ville vers 1924.

Entre 1780 et 1838, Saint-Julien fait partie de la province de Carouge, division administrative des États de Savoie, avant d'être rattachée à la province du Genevois (1838-1860).
Lors de la Révolution française, Saint-Julien est rattaché au département du Léman. Lors des guerres napoléoniennes, en 1814, la ville est occupée par les troupes autrichiennes. Le 1er mars 1814, Saint-Julien est le théâtre d'une bataille de la Sixième Coalition entre les troupes françaises du général Dessaix et les troupes autrichiennes du Feld-maréchal Comte Ferdinand von Bubna und Littitz pour sa libération, la bataille de Saint-Julien, qui eut lieu précisément à Thairy.
Saint-Julien est brièvement rattachée au canton de Genève et à la Suisse par le traité de Paris. Selon les sources cela a été le cas pendant quatre mois, de novembre 1815 à mars 1816, ou alors pendant dix mois, de décembre 1815 à octobre 1816.
Lors du traité de Turin de 1816, Saint-Julien perd Perly et Certoux mais acquiert Lathoy. Aux termes de ce même traité, Saint-Julien est incorporé à la zone sarde, zone de libre-échange avec la Suisse qui deviendra après 1860 et le rattachement de la Savoie à la France la zone franche de la Haute-Savoie.
En 1838, à la suite de la suppression de la province de Carouge, Saint-Julien est rattachée à la province du Genevois qui a pour chef-lieu Annecy.
Lors des débats sur l'avenir du duché de Savoie, en 1860, la population est sensible à l'idée d'une union de la partie nord du duché à la Suisse. Une pétition circule dans cette partie du pays (Chablais, Faucigny, Nord du Genevois) et réunit plus de 13 600 signatures, dont 48 pour Thairy,. Le duché est réuni à la suite d'un plébiscite organisé les 22 et 23 avril 1860 où 99,8 % des Savoyards répondent « oui » à la question « La Savoie veut-elle être réunie à la France ? ».
Le 26 octobre 1893, Saint Julien devient officiellement Saint-Julien-en-Genevois.
En 1924, le village de Cervonnex est détaché de Feigères pour être annexé à Saint-Julien.
En 1927, l'hôpital communal de Saint-Julien est détruit par un incendie.
Le 16 août 1944, Saint-Julien est la première ville d’Haute-Savoie à avoir été libéré de l’Allemagne nazie.
Le 16 février 1965, Saint-Julien fusionne avec la commune de Thairy.
En 2000, l'installation de la douane de Bardonnex entraîne des modifications mineures de la frontière internationale avec une cession de terrain à la commune de Soral.

## Politique et administration

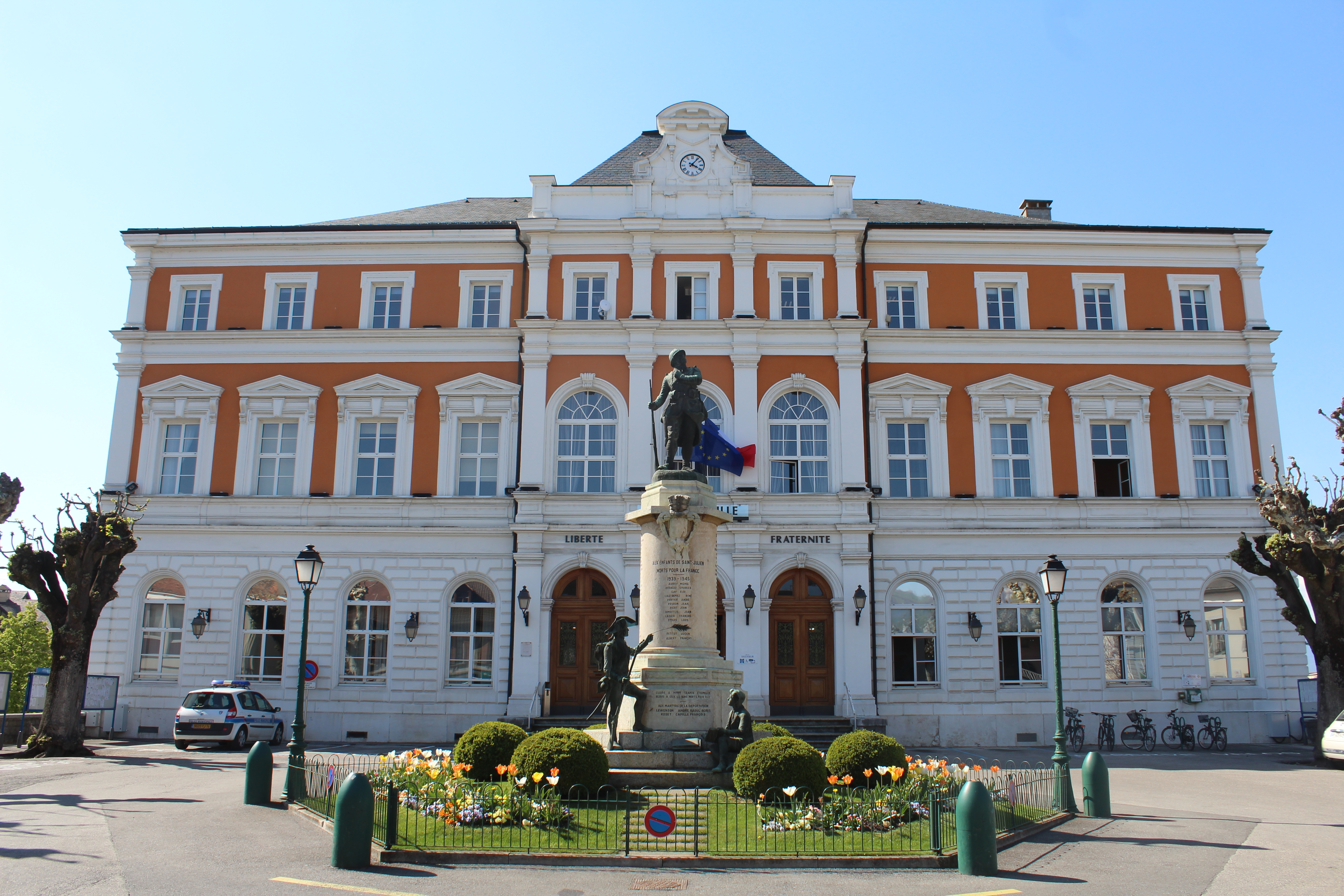
Hôtel de ville.

### Rattachements administratifs et électoraux
Rattachements administratifs
La ville est depuis l'Annexion de la Savoie le chef-lieu de l'arrondissement de Saint-Julien-en-Genevois du département de la Haute-Savoie (sauf de 1926 à 1933 où elle était rattachée à l'arrondissement d'Annecy.
Elle était depuis 1860 le chef-lieu du canton de Saint-Julien-en-Genevois de Haute-Savoie. Dans le cadre du redécoupage cantonal de 2014 en France, cette circonscription administrative territoriale a disparu, et le canton n'est plus qu'une circonscription électorale.
La ville accueille de nombreuses administrations : sous-préfecture, mairie, poste centrale, douanes, gendarmerie. Elle dépend du palais de justice de Thonon-les-Bains.
Rattachements électoraux
Pour les élections départementales, la commune est  depuis 2014 le bureau centralisateur d'un nouveau canton de Saint-Julien-en-Genevois
Pour l'élection des députés, elle fait partie de la quatrième circonscription de la Haute-Savoie.

### Intercommunalité
Saint-Julien-en-Genevois est la commune principale de la communauté de communes du Genevois, un établissement public de coopération intercommunale (EPCI) à fiscalité propre créé fin 1995  et auquel la commune a transféré un certain nombre de ses compétences, dans les conditions déterminées par le code général des collectivités territoriales.

### Tendances politiques et résultats
Lors du second tour des élections municipales de 2014 en Haute-Savoie, la liste UDI-MoDem menée par Antoine Vielliard 	remporte la majorité des suffrages exprimés, avec 1 821 voix (49,61 %, 25 conseillers municipaux élus dont 11 communautaires), devançant largement les listes menées respectivement par : 

- Pierre Brunet (UMP, 918 voix, 25,01 %, 4 conseillers municipaux élus dont 2 communautaires) ;

- Michel De Smedt 	(DVG, 931 voix, 25,36 %, 4 conseillers municipaux élus dont 2 communautaires).

Lors de ce scrutin, 47,28 % des électeurs se sont abstenus.
Lors du premier tour des élections municipales de 2020 en Haute-Savoie, la liste DIV menée par Véronique Lecauchois obtient la majorité absolue des suffrages exprimés avec 1 716 voix (59,87 %, 27 conseillers municipaux élus dont 12 communautaires), battant largement la liste Modem menée par le maire sortant Antoine Vielliard (1 150 voix, 40,12 %, 6 conseillers municipaux élus dont 3 communautaires).
Lors de ce scrutin marqué par la pandémie de Covid-19 en France, 58,44 % des électeurs se sont abstenus,

### Jumelages
Le canton de Saint-Julien-en-Genevois est jumelé avec :
- Mössingen (Allemagne) depuis 1990.

## Population et société

### Démographie

#### Évolution démographique
L'évolution du nombre d'habitants est connue à travers les recensements de la population effectués dans la commune depuis 1793. Pour les communes de plus de 10 000 habitants les recensements ont lieu chaque année à la suite d'une enquête par sondage auprès d'un échantillon d'adresses représentant 8 % de leurs logements, contrairement aux autres communes qui ont un recensement réel tous les cinq ans,.

En 2022, la commune comptait 15 925 habitants, en évolution de +13,39 % par rapport à 2016 (Haute-Savoie : +6,01 %, France hors Mayotte : +2,11 %).
| 1793 | 1800 | 1806 | 1822 | 1838  | 1848  | 1858  | 1861  | 1866  |
| ---- | ---- | ---- | ---- | ----- | ----- | ----- | ----- | ----- |
| 669  | 806  | 830  | 887  | 1 118 | 1 095 | 1 227 | 1 316 | 1 410 |

| 1872  | 1876  | 1881  | 1886  | 1891  | 1896  | 1901  | 1906  | 1911  |
| ----- | ----- | ----- | ----- | ----- | ----- | ----- | ----- | ----- |
| 1 270 | 1 337 | 1 465 | 1 494 | 1 524 | 1 423 | 1 432 | 1 440 | 1 401 |

| 1921  | 1926  | 1931  | 1936  | 1946  | 1954  | 1962  | 1968  | 1975  |
| ----- | ----- | ----- | ----- | ----- | ----- | ----- | ----- | ----- |
| 1 313 | 1 548 | 1 656 | 1 732 | 2 021 | 2 253 | 2 725 | 3 872 | 6 212 |

| 1982  | 1990  | 1999  | 2005   | 2006   | 2011   | 2016   | 2021   | 2022   |
| ----- | ----- | ----- | ------ | ------ | ------ | ------ | ------ | ------ |
| 6 795 | 7 922 | 9 140 | 10 691 | 11 019 | 11 954 | 14 045 | 15 840 | 15 925 |

Depuis la Première Guerre mondiale, la population de Saint-Julien s'accroît régulièrement, passant de 1 340 habitants en 1911 à 2 053 en 1954. Cette augmentation s'intensifie à partir des années 1960 avec l'arrivée en nombre de nouveaux résidents attirés par le dynamisme économique de la région et la possibilité de travailler en Suisse, comme le montrent les chiffres du tableau ci-dessous. Les prévisions démographiques annoncent la poursuite de cette hausse continue.

#### Pyramide des âges
En 2018, le taux de personnes d'un âge inférieur à 30 ans s'élève à 40,0 %, soit au-dessus de la moyenne départementale (35,9 %). À l'inverse, le taux de personnes d'âge supérieur à 60 ans est de 16,3 % la même année, alors qu'il est de 22,1 % au niveau départemental.
En 2018, la commune comptait 7 637 hommes pour 7 872 femmes, soit un taux de 50,76 % de femmes, légèrement inférieur au taux départemental (50,80 %).
Les pyramides des âges de la commune et du département s'établissent comme suit.
| Hommes | Classe d’âge | Femmes |
| ------ | ------------ | ------ |
| 0,6    | 90 ou +      | 1,4    |
| 3,5    | 75-89 ans    | 5,6    |
| 10,1   | 60-74 ans    | 11,3   |
| 18,5   | 45-59 ans    | 19,4   |
| 25,6   | 30-44 ans    | 23,9   |
| 19,6   | 15-29 ans    | 20,0   |
| 22,1   | 0-14 ans     | 18,4   |

| Hommes | Classe d’âge | Femmes |
| ------ | ------------ | ------ |
| 0,6    | 90 ou +      | 1,4    |
| 5,9    | 75-89 ans    | 7,9    |
| 14,2   | 60-74 ans    | 15,3   |
| 20,7   | 45-59 ans    | 20,3   |
| 21,8   | 30-44 ans    | 21,4   |
| 17,4   | 15-29 ans    | 15,6   |
| 19,5   | 0-14 ans     | 18     |

### Enseignement
La commune compte quatre groupes scolaires : trois dans le chef-lieu (François-Buloz dans le quartier de la Feuillée, les Prés-de-la-Fontaine au centre-ville, le Puy-Saint-Martin dans le quartier du même nom et le groupe scolaire de Thairy, dans le hameau du même nom. Il y a également dans le quartier du Puy-Saint-Martin deux collèges, le collège Arthur-Rimbaud (environ 704 élèves) s'occupant du groupe scolaire d'à côté, ainsi que de toutes les communes du canton situées du côté du Vuache, Dingy-en-Vuache, Chevrier, Jonzier-Épagny, Savigny, Valleiry, Vers, Viry et Vulbens), et le collège Jean-Jacques-Rousseau (environ 645 élèves), s'occupant des trois autres groupes scolaires de la commune, ainsi que des communes du canton situées du côté du Salève (Archamps, Beaumont, Bossey, Collonges-sous-Salève, Feigères, Neydens et Présilly). De plus, dans le quartier de la Feuillée, le lycée général et technologique Madame-de-Staël, de 1052 élèves et étudiants à la rentrée 2021, s'occupe des deux collèges saint-juliennois, ainsi que le collège Louis-Armand de Cruseilles (sauf la commune de Cuvat) et le collège du Val-des-Usses de Frangy. Enfin, il y a une cité scolaire privée, nommée La Présentation-de-Marie en plein centre-ville, comprenant un groupe scolaire, un collège et un lycée général.

### Jeunesse
- Scouts et Guides de France (mixte): groupe Saint-Pierre & Paul en Genevois.

### Manifestations culturelles et festivités
- Festival Guitare en scène au stade des Burgondes. Il a déjà accueilli bon nombre de grands guitaristes de la scène rock et hard rock.
- Festival Petit Théâtre 1603 à la cour 1603 dont la 3e édition s'est déroulée sur 2 week-ends en juillet et août 2017[source secondaire souhaitée]. Chaque année des artistes de tous domaines s'y retrouvent : musique, théâtre, contes...
- « Les Jeudis du patrimoine » sont des conférences-débats organisées par l'Association Mémoire et Patrimoine de St-Julien. Ayant lieu une fois par mois de septembre à juin à l'Espace Jules Ferry[source secondaire souhaitée].

### Santé
Il y a à Saint-Julien-en-Genevois l'hôpital intercommunal Sud Léman - Valserine, intégré au centre hospitalier Annecy Genevois, situé dans le centre-ville, des laboratoires de radiographies au Puy-Saint-Martin et quatre pharmacies réparties dans la ville.

### Sports
Il existe de nombreuses associations sportives sur la commune permettant d'exercer plusieurs disciplines dont notamment le football, le basket, le tennis ainsi que le rugby et l'athlétisme.

### Médias
- Télévision locale : TV8 Mont-Blanc.

### Équipements culturels
- Bibliothèque municipale.
- Cinéma Classé Art & Essai, label Jeune Public. Ouvert en 2007.
- La Maison intergénérationnelle de l'enfance et de la famille (MIEF).

## Économie

### Revenus de la population et fiscalité
En 2010, le revenu fiscal médian par ménage était de 37 999 €, ce qui plaçait Saint-Julien-en-Genevois au 3 765e rang parmi les 31 525 communes de plus de 39 ménages en métropole.

### Emploi
- On dénombrait en 2009, 4 629 emplois à Saint-Julien-en-Genevois et 6 426 actifs. Pourtant 51,7 % des actifs travaillent en Suisse. Le taux de chômage s'élève à 10,6 %, à un niveau environ deux fois plus élevé que dans les communes rurales et résidentielles environnantes[43].

### Commerce
Saint-Julien compte cinq supermarchés dont Inter-Marché, Carrefour Market , Biofrais, Grandfrais et Carrefour Lambert. On peut aussi trouver plusieurs magasins au sein d’un centre  ville dynamique (bijouterie, magasins d'habits...).

## Culture et patrimoine

### Monuments et lieux touristiques

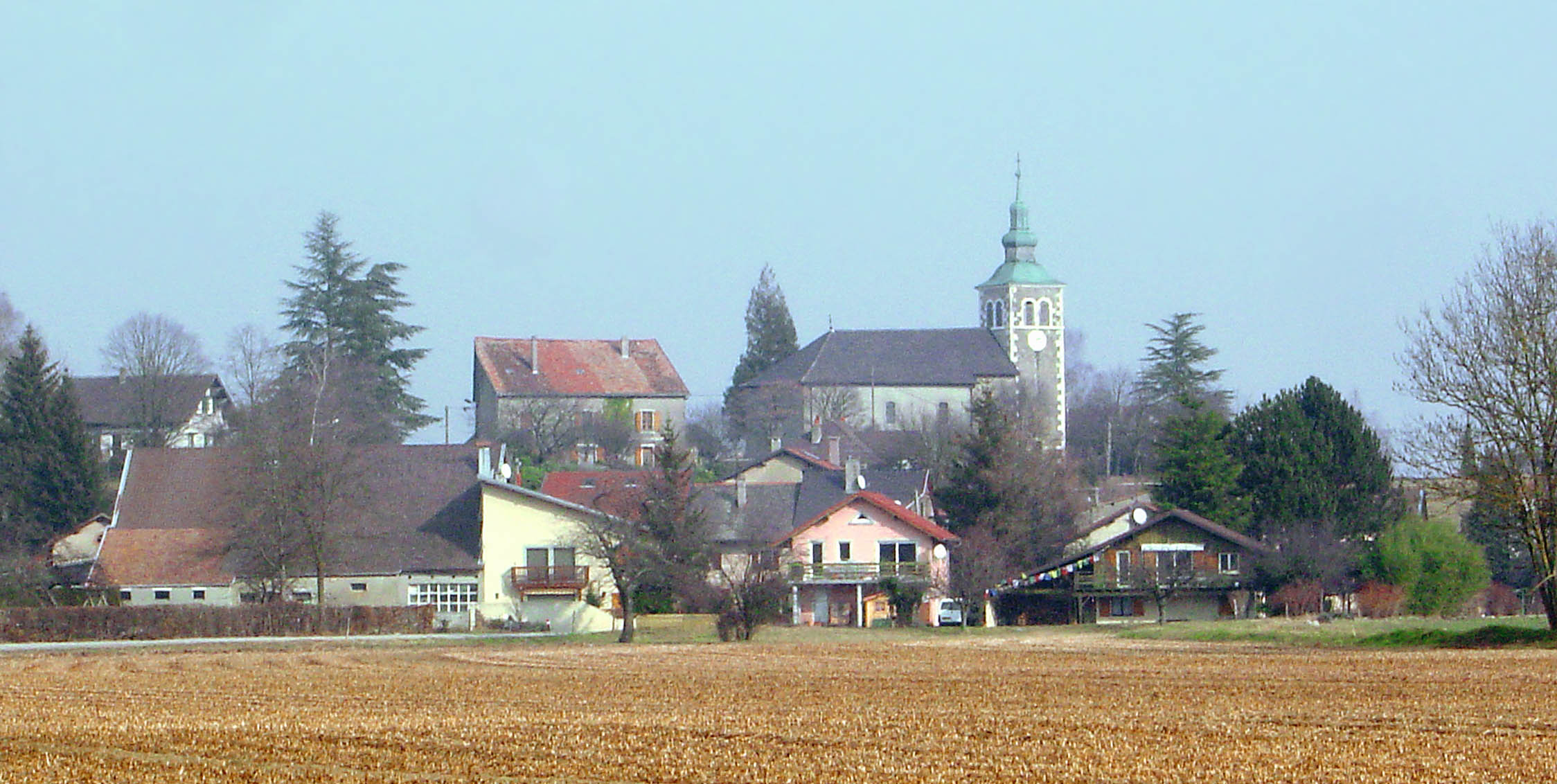
Vue du hameau de Thairy, au centre l'église Saint-Brice.

- L'église Saint-Brice de Thairy[44], consacrée à Saint Brice. En mauvais état, principalement la toiture, l'Eglise est dans l'attente d'un projet de rénovation[45].
- l'église Saint-Julien de Brioude (xxe siècle).
- Les vestiges des châteaux de Ternier.
- Le château de Thairy ; ancienne maison forte, du XIVe siècle, située au sommet de la butte qui domine le village éponyme.
- Le château d'Ogny, maison forte du XIVe siècle[46].
- L'hôtel de ville, de l'architecte César-Auguste Pompée.

### Personnalités liées à la commune
- Famille de Ternier
- Joseph-Marie Paget (1727-1810), prélat, y est né et y est mort.
- Michel Marie Pacthod (1764-1830) comte de l'Empire, général des armées de la République et de l'Empire, né dans cette commune, décédé à Paris.
- Marie Rivier (1796), fondatrice de la congrégation des sœurs de la Présentation.
- Hippolyte Pissard (1815-1890), avocat et un homme politique savoyard, ancien député du royaume sarde, puis député sous le Second Empire.
- Fernand David (1869-1935), député de 1898 à 1919, sénateur, il fut plusieurs fois ministre dont de l'Agriculture. Il fut propriétaire du domaine David.
- Jacques Duboin (1878-1976), économiste et député de 1921 à 1928.
- Louis Martel (1899-1961), natif de Thairy, avocat et député sous la IVe République de la Haute-Savoie et ancien président du conseil général du département.
- Edgar Hehlen (1916-2013), coureur cycliste, y est mort.
- Pierre Mazeaud (né en 1929), maire de la commune, alpiniste membre de la première expédition française sur l'Everest, membre de l'Académie des sciences morales et politiques, membre et président du Conseil constitutionnel.
- Olivier Föllmi (né en 1958), photographe français.
- Jean-Marc Branger (né en 1967), joueur de football professionnel.
- Edgar Grospiron (né en 1969), skieur acrobatique, champion olympique de ski de bosses en 1992.
- Younès Kaboul (né en 1986), joueur de football professionnel.

### Héraldique
| Armes de Saint-Julien-en-Genevois | Les armes de Saint-Julien-en-Genevois se blasonnent ainsi : D'or à trois pals d'azur, à deux griffons affrontés d'argent brochant sur le tout. Ce blason est issu de la maison de Ternier, qui a possédé le château du même nom et dont les ruines existent encore. |

## Galerie

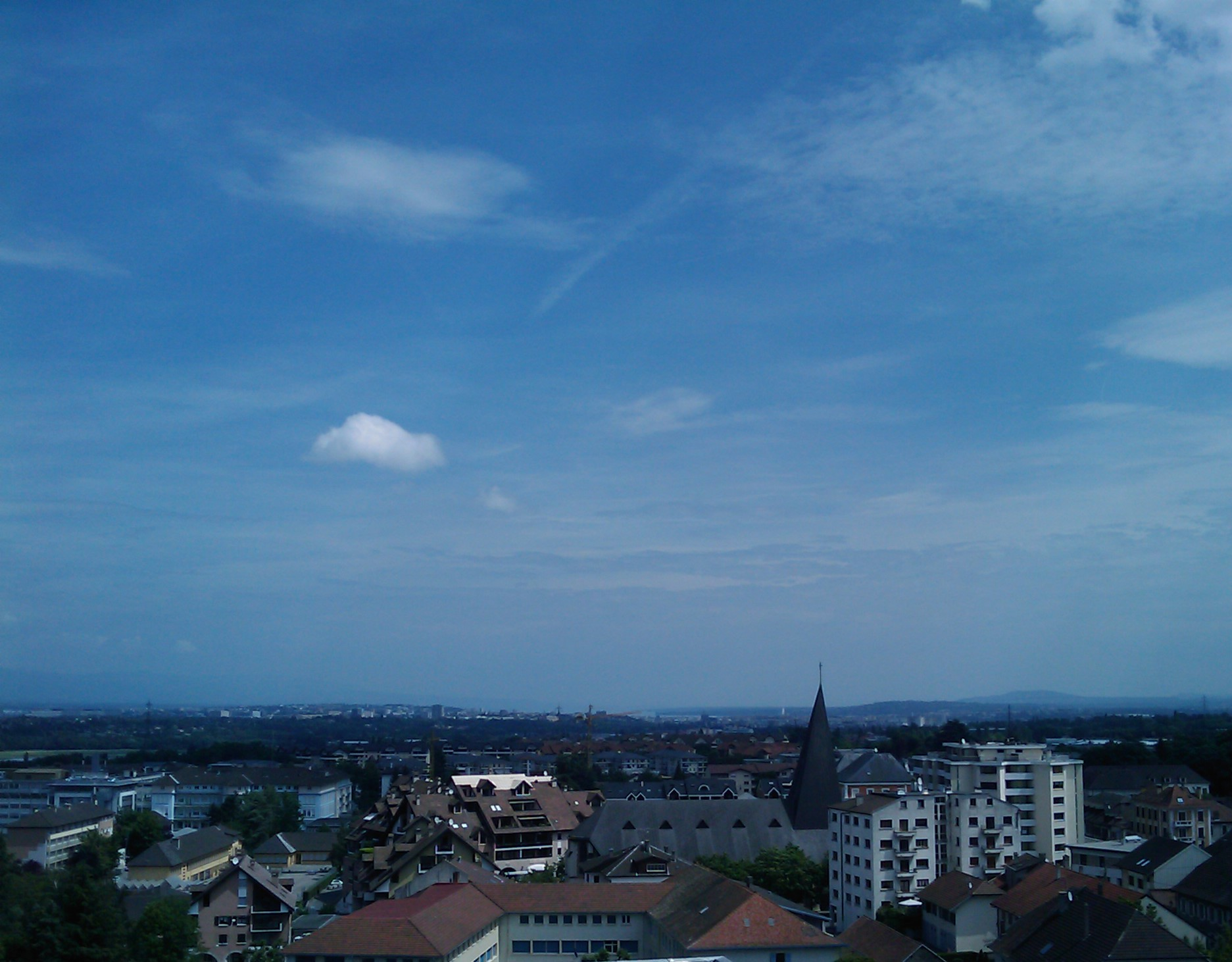
Vue panoramique de Saint-Julien avec Genève à l'arrière-plan.
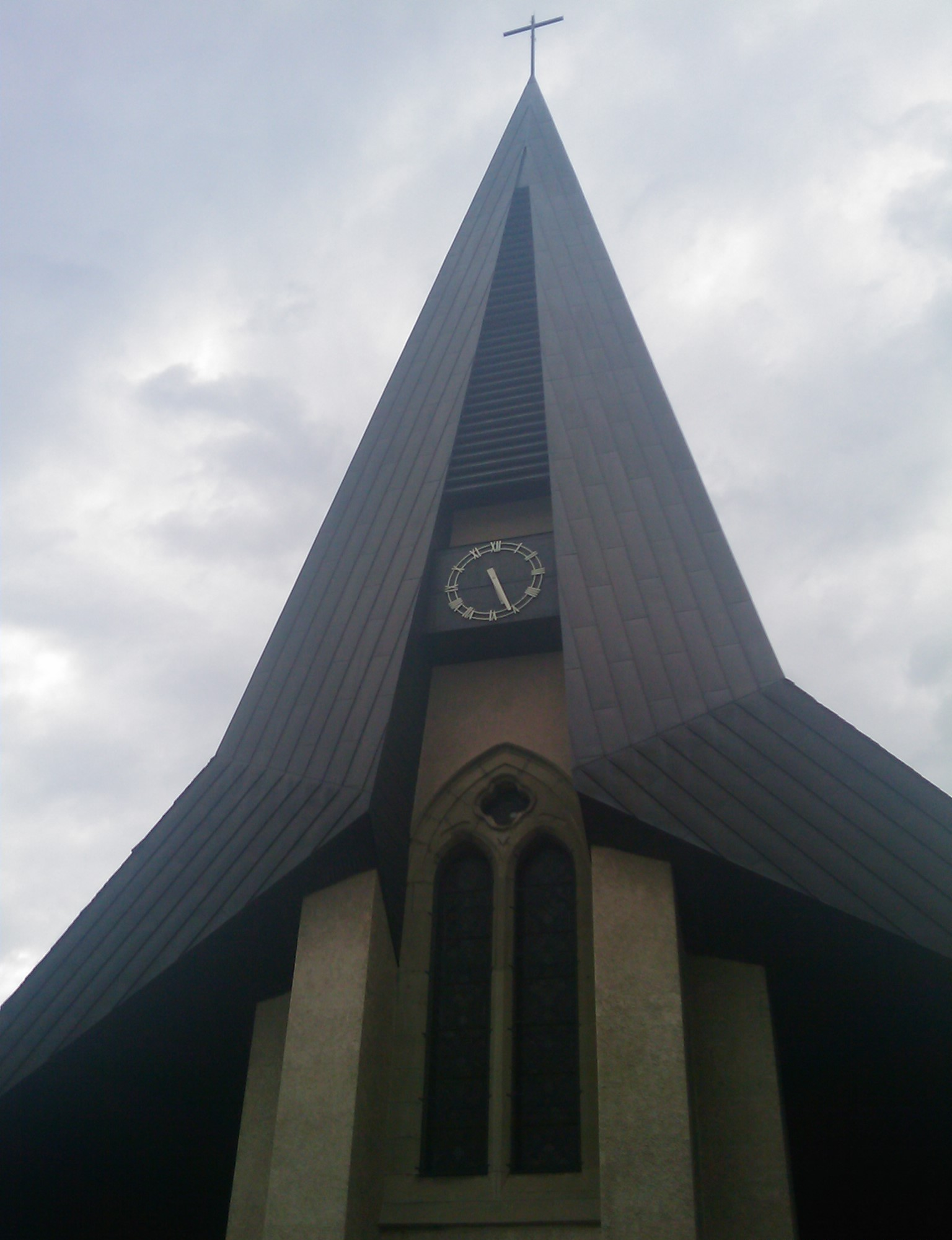
L'église catholique.
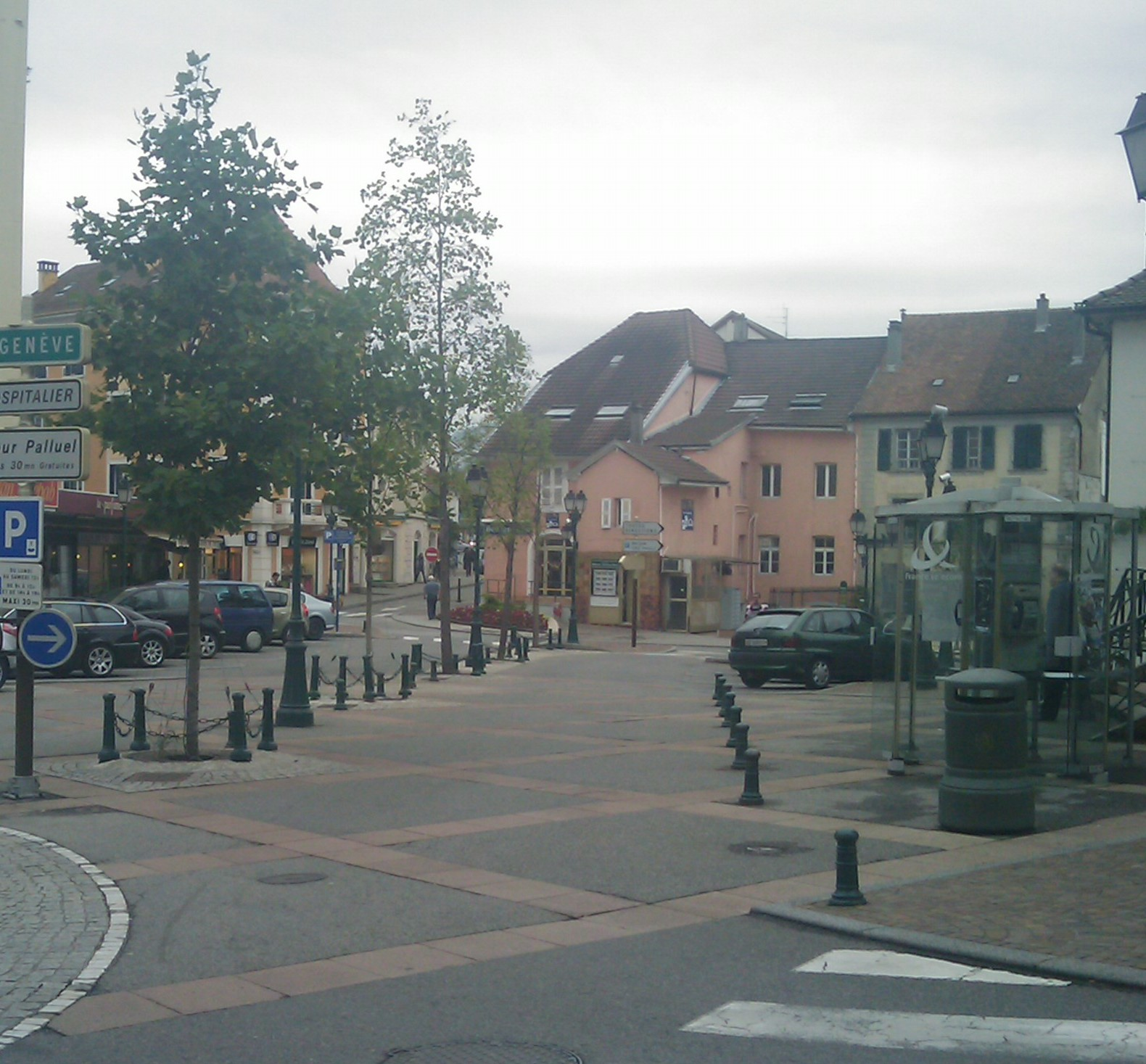
La place de la Libération.
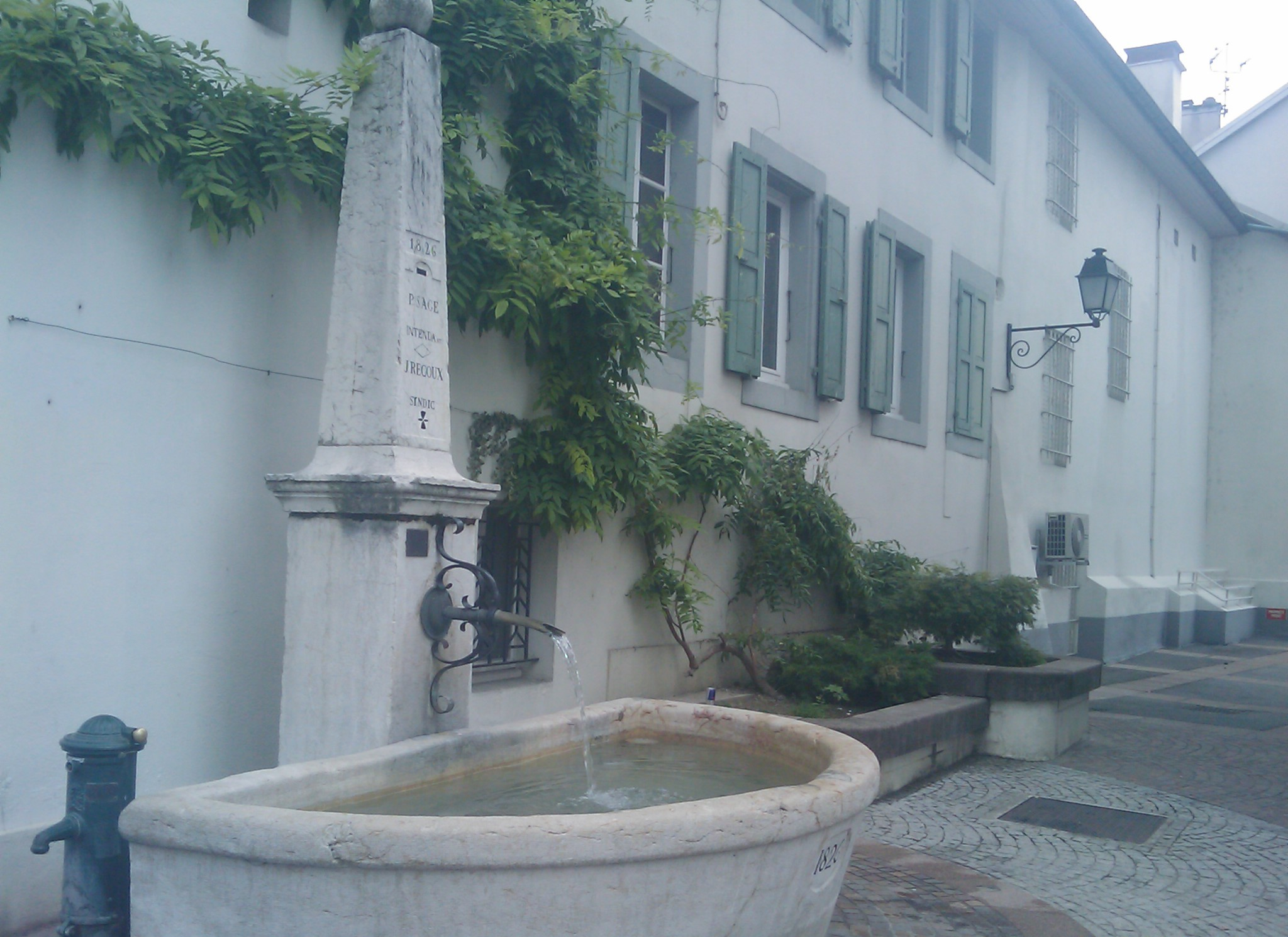
L'ancienne fontaine sur la place de la Libération.
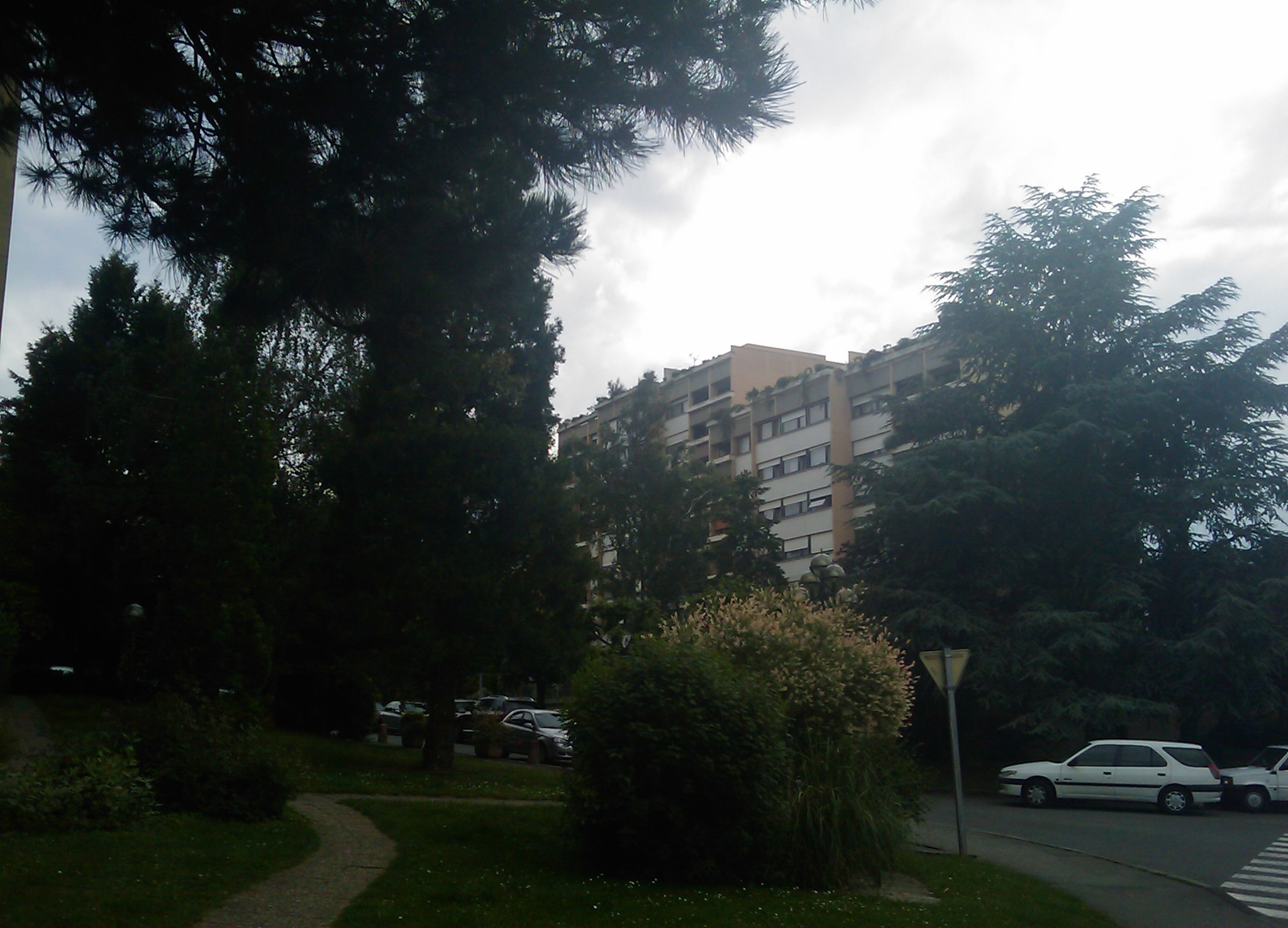
Quartier résidentiel de L'Escalade.